# Oniscidea
Oniscidea é uma subordem da ordem Isopoda que agrupa as espécies de isópodes terrestres conhecidos pelos nomes comuns de bichos-de-conta,tatus-bolinhas, porquinhos-de-santo-antão, tatuzinhos, tatus-bolas, tatuzinhos-de-jardim, camarões-terrestres ou porcas-saras, os membros da subordem Oniscidea da ordem Isopoda. Atualmente conhecem-se, aproximadamente, 120 espécies no Brasil e 3600 no mundo, encontradas em habitats variados, desde a zona litorânea até desertos, o que faz destes o grupo com maior riqueza de espécies dentre os crustáceos. Em geral não conseguem espalhar-se muito, mas podem alcançar alta densidade populacional e o ser humano os tem dispersado. São crustáceos importantes na alimentação de animais, constituindo grande parte da fauna de solo e influenciando sua biodinâmica. Independem do meio aquático e vivem, em geral, em ambientes úmidos e abrigados da luz.
A fauna de isópodos terrestres é ainda pouco conhecida na América do Sul. Há um número considerável de trabalho acerca destes organismos no Rio Grande do Sul.
Podem ser confundidos com certos diplópodes (uma classe de miriápodes) de corpo curto, de morfologia externa similar, produto de evolução convergente. Para diferenciá-los, observa-se o número de patas em um segmento corporal: se há apenas um par de patas, trata-se de um crustáceo; se há dois pares de patas, é um diplópode.
Existem organismos intracelulares que causam feminização e surgimento de indivíduos intersexuados nos isópodes terrestres, como Wolbachia, alterando as estratégias de reprodução sexuada e a proporção sexual com o intuito de garantir a transmissão maternal, único meio de infecção da prole.

## Anatomia

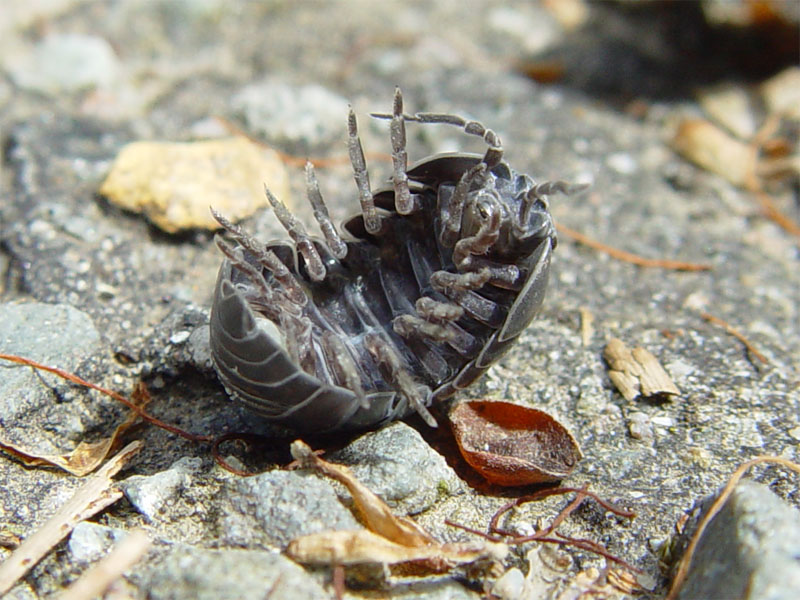
Os pulmões pleopodais são observáveis neste espécime de Armadillidium vulgare na forma de manchas brancas em seus pleópodes.

Passaram a viver de forma independente de ambientes aquáticos graças principalmente à presença de bolsa incubadora como um marsúpio, mas também à forma achatada do corpo, e a adaptações comportamentais e fisiológicas, entre elas o desenvolvimento de cutícula espessa e de estruturas para trocas gasosas.
As estruturas para trocas gasosas dos isópodes terrestres são os pulmões pleopodais, pequenas cavidades ramificadas localizadas nos exópodos laminares. As espécies que não possuem estas estruturas realizam as trocas gasosas através dos endópodos dos pleópodos. O oxigênio é transportado pela corrente sanguínea.

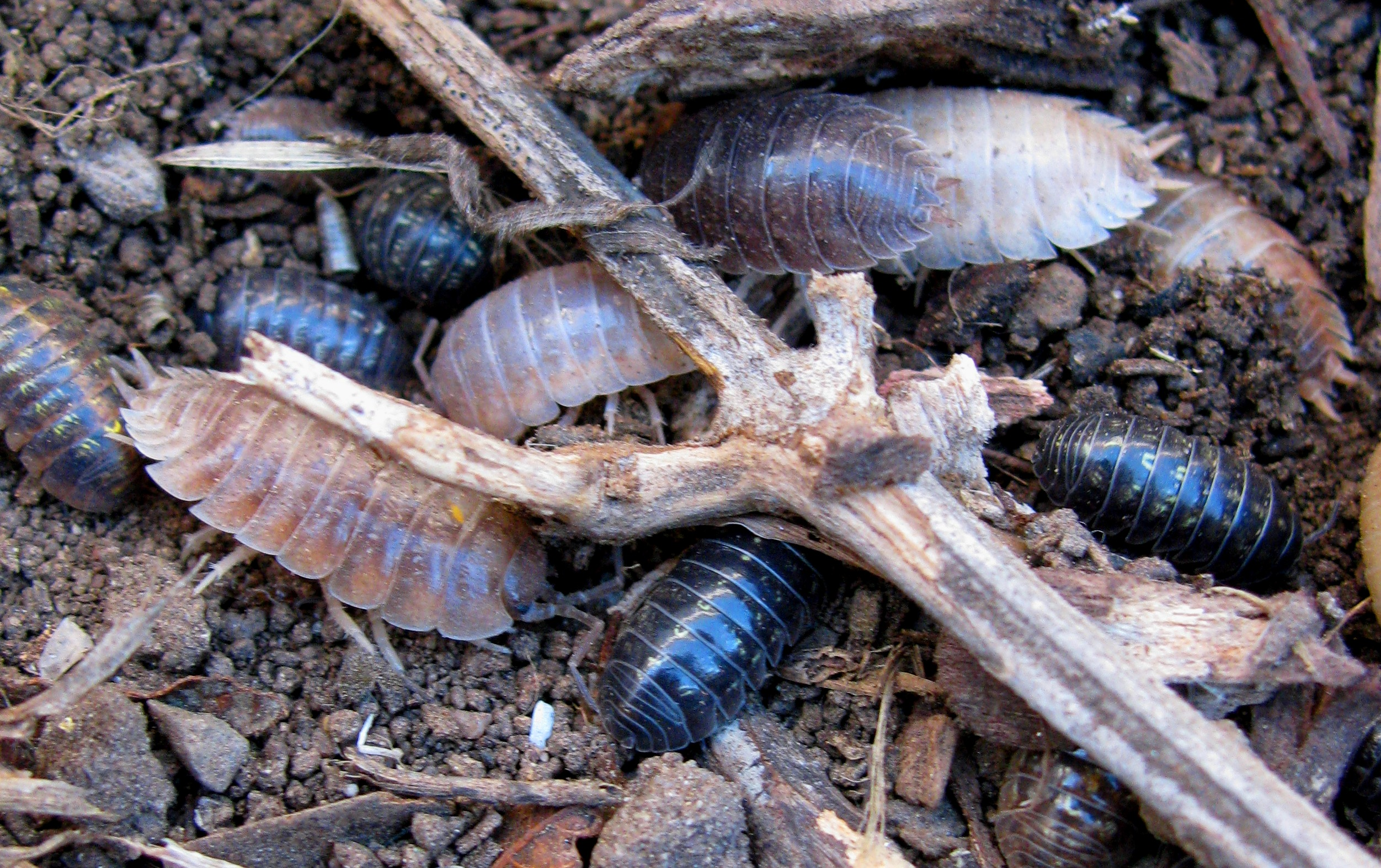
Isópodes terrestres agregados a fim de reduzir a perda de água do organismo.

Produzem feromônios de agregação nas células intestinais, expulsando-os juntamente com as fezes, de forma que podem ser percebidos por estruturais sensoriais das antenas. Estes feromônios, produzidos com maior intensidade em condições mais secas, levam os isópodes a aglomerarem-se em grupo, permanecendo nele, o que reduz a perda de água para o ambiente. Em ambientes úmidos e quentes, os isópodes terrestres aproveitam a evaporação para manter a temperatura corporal, refrigerando-se. A excreção ocorre em forma de amônia em estado gasoso, e é realizada pela superfície do corpo.

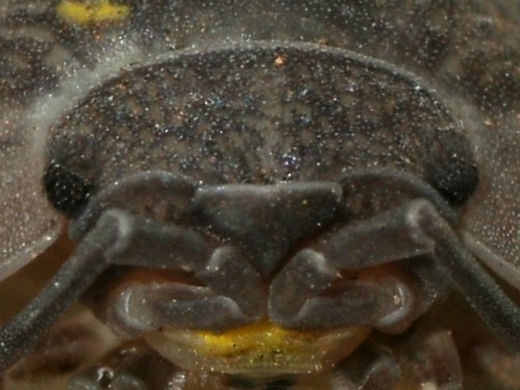
Frente de um espécime de Armadillidium granulatum.

Sua principal estrutura sensorial são quimioceptores localizados na ponta das antenas e, às vezes, na ponta dos urópodes, responsáveis pelo reconhecimento químico por contacto. Na antena, há estruturas provavelmente associadas ao olfato.

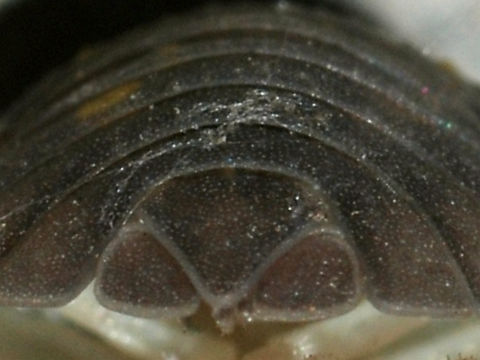
Parte traseira de um espécime de Armadillidium granulatum onde se observa o télson e os urópodes logo abaixo. Através destes últimos, os tatuzinhos logram o equilíbrio hídrico do organismo.

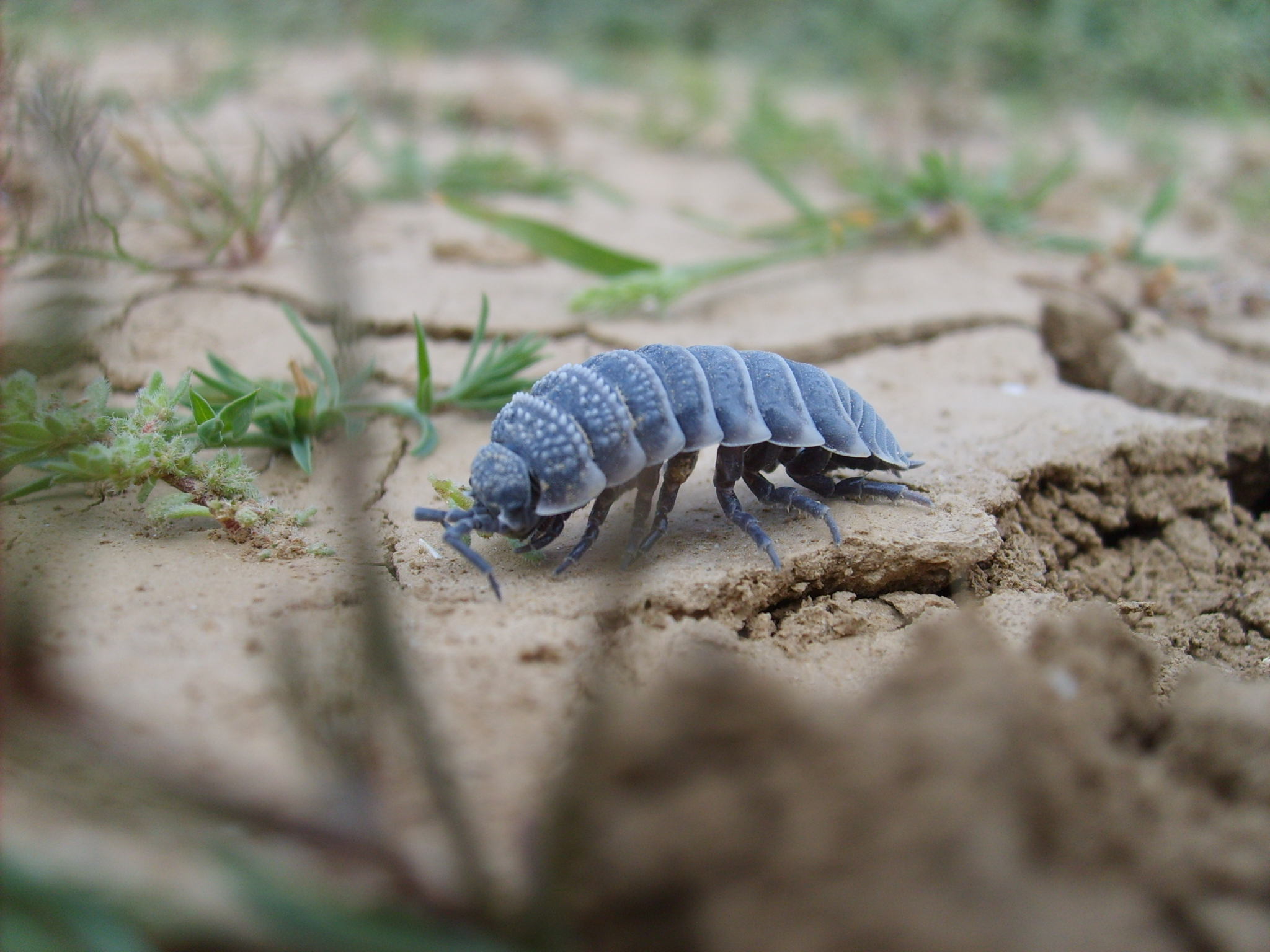
Espécime de Hemilepistus reaumuri na Tunísia. Esta espécie, de regiões desérticas da Argélia à Síria, consegue viver em locais com pouquíssima umidade, graças a características comportamentais peculiares.

A água necessária aos tatuzinhos é, na sua maior parte, obtida por meio do próprio consumo de alimentos, mas pode eventualmente ser absorvida com o auxílio das peças bucais ou através de coprofagia. Podem ainda obter umidade do meio pelos sulcos cuticulares dos urópodes, que retiram a água por capilaridade ao tocarem o solo, e a transmitem a todas as partes do corpo por um sistema condutor de água. O processo é reversível, permitindo a eliminação do excesso de água no organismo, desde que o solo esteja seco o bastante para a absorver. Os isópodes terrestres morrem em imersão ou em condições de extrema umidade das quais não possam escapar.

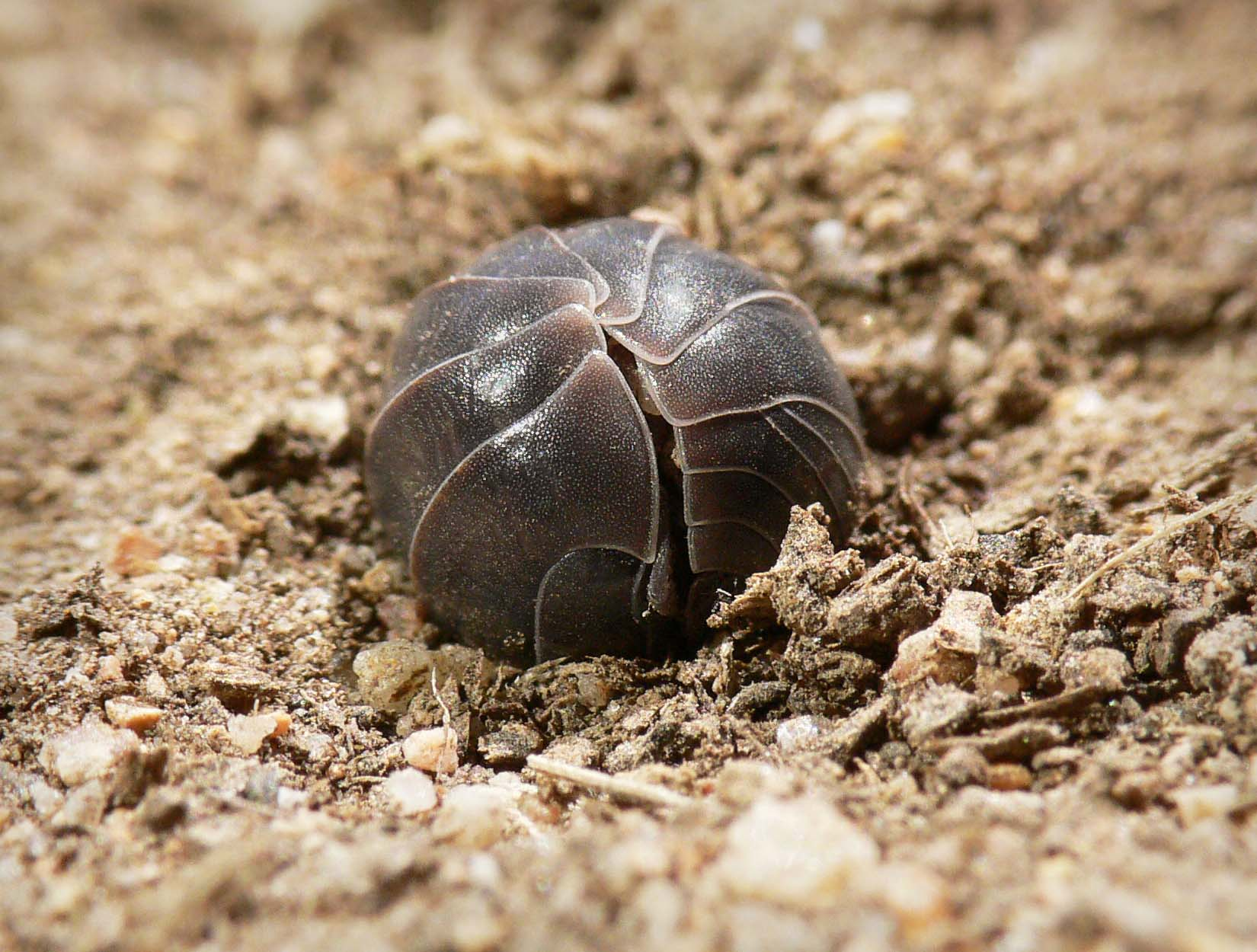
Um espécime de Armadillidium vulgare demonstrando sua capacidade volvacional.

Seus mecanismos de defesa consistem em: enrolar-se como uma bola, o que alguns indivíduos conseguem e que também reduz a perda de água por evaporação; fugir; fingir-se morto; prender-se intensamente ao solo; e liberar secreções repelentes, quando estimulados pelas quelíceras das aranhas, um de seus principais predadores.
A maior parte das espécies apresenta tamanhos diferentes para machos e fêmeas, com as fêmeas sendo normalmente maiores, já que há relação desta característica com sua fecundidade. Para obterem os tamanhos maiores, crescem mais lentamente e devido a isto vivem mais que os machos, que crescem rapidamente e começam a se reproduzir antes das fêmeas.

## Alimentação
Em geral, alimentam-se no período noturno, preferencialmente de plantas novas. Somente quatro espécies podem danificar a agricultura: Armadillidium vulgare, Porcellio laevis, Porcellionides pruinosus e Benthana picta. Podem causar perdas de até 40% em pimentões, de até 70% em tomates e até 80% em feijoeiros. Também podem atacar ervilhas e outras hortaliças.

## Reprodução
A maior parte das espécies é unissexuada e ovípara, incubando os ovos na cavidade formada pelos oostegitos. Quando os filhotes rompem estes ovos, estão no estado de pós-larva, com ausência do sétimo pereiópode, o último par de pernas incompletamente desenvolvido, coloração esbranquiçada, tegumento frágil e inexistência de características sexuais secundárias.
A reprodução é sexuada, onde o macho pressiona seu ladro ventral contra um lado da fêmea e injeta os espermatozoides em um dos gonóporos da fêmea utilizando um pleópode vibratório, e repetindo o processo do outro lado. As fêmeas e seu estado sexual são reconhecidos pelo macho por meio da antena, provavelmente por ação de feromônios. Durante a estação reprodutiva as fêmeas passam pela muda ovígera, onde ocorre a formação de um marsúpio totalmente isolado do ambiente. Esta bolsa incubadora tem como função o desenvolvimento inicial dos filhotes, de desenvolvimento direto, sem dependência de fontes externas de água, com fluido aparentemente sendo secretado da parede do corpo materno, formando um micro-aquário, e trocas gasosas ocorrendo provavelmente entre a hemolinfa e o fluido marsupial. Ao nascer, os filhotes apresentam um par de pernas a menos do que os adultos, que surge posteriormente.
A taxa de crescimento é elevada durante os estágios iniciais dos isópodes terrestres, como forma de reduzir a taxa de mortalidade, que é muito alta nos primeiros dias de vida, mas que tende a reduzir-se conforme o tamanho corpóreo aumenta. O período de vida é de pouco mais de dois anos, apesar de que apenas 0,1% dos machos são mais velhos que um ano e apenas 1% das fêmeas atinge o segundo.
Após 24 horas do nascimento ocorre a primeira ecdise nos tatuzinhos, que passam então a ocorrer a cada 3 ou 4 semanas até aproximadamente a idade de 6 meses, quando iniciam-se as ecdises de adultos, de 3 a 6 vezes por ano, sendo que podem viver de 3 a 4 anos. Estas ecdises ocorrem na metade posterior do corpo e aproximadamente 24 horas depois na metade anterior, conferindo-lhes um aspecto bicolor durante o processo, já que a parte em muda clareia-se. Normalmente a exúvia é ingerida para reaproveitamento de cálcio.

## Taxonomia
Os Oniscidea compreendem os seguintes taxa:
- Infraordem Tylomorpha
  - Tylidae
- Infraordem Ligiamorpha
  - Ligiidae
  - Mesoniscidae
- Superfamília Trichoniscoidea
  - Buddelundiellidae
  - Trichoniscidae
- Superfamília Styloniscoidea
  - Schoebliidae
  - Styloniscidae
  - Titaniidae
  - Tunanoniscidae
- Superfamília Oniscoidea
  - Bathytropidae
  - Berytoniscidae
  - Detonidae
  - Halophilosciidae
  - Olibrinidae
  - Oniscidae
  - Philosciidae
  - Platyarthridae
  - Pudeoniscidae
  - Rhyscotidae
  - Scyphacidae
  - Speleoniscidae
  - Sphaeroniscidae
  - Stenoniscidae
  - Tendosphaeridae
- Superfamília Armadilloidea
  - Actaeciidae
  - Armadillidae
  - Armadillidiidae
  - Atlantidiidae
  - Balloniscidae
  - Cylisticidae
  - Eubelidae
  - Periscyphicidae
  - Porcellionidae
  - Trachelipodidae
- incertae sedis
  - Dubioniscidae
  - Helelidae
  - Irmaosidae
  - Pseudarmadillidae
  - Scleropactidae